# Xarxa elèctrica

Traçat general de les xarxes elèctriques. Els voltatges i les representacions de les línies elèctriques són típiques d'Alemanya i d'altres sistemes europeus.

Una xarxa elèctrica és el conjunt de mitjans interconnectats per al subministrament d'electricitat des dels productors als consumidors. Les xarxes elèctriques varien de mida i poden cobrir països o continents sencers. La formen:
- centrals elèctriques: amb sistemes de generació són el punt inicial del sistema. Sovint es troben prop de les fonts de producció d'energia i lluny de zones molt poblades
- subestacions elèctriques amb transformadors per augmentar o baixar la tensió
- transmissió d'energia elèctrica per transportar energia a llargues distàncies
- distribució d'energia elèctrica a clients individuals, on la tensió es redueix de nou a les tensions de servei requerides.

Les xarxes són gairebé sempre síncrones, és a dir, totes les àrees de distribució operen amb freqüències trifàsiques de corrent altern (CA) sincronitzades (de manera que els canvis de tensió es produeixen gairebé al mateix temps). Això permet la transmissió d'energia de CA per tota la zona, connectant un gran nombre de generadors i consumidors d'electricitat i, potencialment, possibilitant mercats elèctrics més eficients i una generació redundant.
La xarxa combinada de transmissió i distribució forma part del subministrament d'electricitat, coneguda com "xarxa elèctrica", o simplement "la xarxa". En alguns països com Regne Unit, Índia, Tanzània, Myanmar, Malàisia i Nova Zelanda, la xarxa es coneix com a National Grid.
Tot i que les xarxes elèctriques estan molt esteses, amb la informació de 2016, uns 1.400 milions de persones a tot el món no estaven connectades a una xarxa elèctrica. A mesura que augmenta l'electrificació, el nombre de persones amb accés a la xarxa elèctrica està creixent. Uns 840 milions de persones (la majoria a l'Àfrica) no tenien accés a l'electricitat de la xarxa el 2017, per sota dels 1.200 milions del 2010.
Les xarxes elèctriques poden ser propenses a intrusions o atacs maliciosos; per tant, hi ha una necessitat de seguretat de la xarxa elèctrica. També a mesura que les xarxes elèctriques es modernitzen i introdueixen tecnologia informàtica, les amenaces cibernètiques comencen a convertir-se en un risc de seguretat. Les preocupacions particulars es relacionen amb els sistemes informàtics més complexos necessaris per gestionar les xarxes.
Amb aquesta finalitat es fan servir diferents tensions per limitar la caiguda de tensió en les línies. Normalment les més altes tensions es fan servir en distàncies més llargues i grans potències. Per utilitzar l'energia elèctrica les tensions es redueixen a mesura que s'acosta a les instal·lacions de l'usuari. Per a això es fan servir els transformadors elèctrics.

## Història
L'energia elèctrica primerenca es va produir prop del dispositiu o servei que requeria aquesta energia. A la dècada de 1880, l'electricitat competia amb el vapor, la hidràulica i sobretot el gas de carbó. El gas de carbó es va produir primer a les instal·lacions del client, però més tard es va convertir en plantes de gasificació que van gaudir d'economies d'escala. En el món industrialitzat, les ciutats disposaven de xarxes de gas canalitzat, utilitzat per a il·luminació. Però les làmpades de gas produïen poca llum, malgastaven calor, feien que les habitacions fossin calentes i fumades i emetien hidrogen i monòxid de carboni. També presentaven un risc d'incendi. A la dècada de 1880 la il·luminació elèctrica aviat es va convertir en avantatjosa en comparació amb la il·luminació de gas.
Les empreses de serveis elèctrics van establir estacions centrals per aprofitar les economies d'escala i van passar a la generació, distribució i gestió del sistema centralitzades d'energia. Després de la guerra dels corrents es va assentar a favor de l'energia alterna, amb la transmissió d'energia a llarga distància es va fer possible interconnectar estacions per equilibrar les càrregues i millorar els factors de càrrega. Històricament, les línies de transport i distribució eren propietat de la mateixa empresa, però a partir de la dècada de 1990, molts països han liberalitzat la regulació del mercat elèctric d'una manera que ha portat a la separació del negoci de transmissió d'electricitat del negoci de distribució.
Al Regne Unit, Charles Merz, de l'associació de consultoria Merz &amp; McLellan, va construir la central elèctrica de Neptune Bank prop de Newcastle upon Tyne l'any 1901, i el 1912 s'havia convertit en el sistema elèctric integrat més gran d'Europa. Merz va ser nomenat cap d'una comissió parlamentària i les seves conclusions van portar a l'Informe Williamson de 1918, que al seu torn va crear la Llei de subministrament elèctric de 1919. La factura va ser el primer pas cap a un sistema elèctric integrat. La Llei de subministrament elèctric de 1926 va portar a la creació de la xarxa nacional. La Central Electricity Board va estandarditzar el subministrament elèctric de la nació i va establir la primera xarxa d'AC sincronitzada, que funcionava a 132 kilovolts i 50 hertz. Aquest va començar a funcionar com un sistema nacional, el National Grid, el 1938.
Als Estats Units a la dècada de 1920, les empreses de serveis públics van formar operacions conjuntes per compartir la cobertura de càrrega màxima i la potència de reserva. El 1934, amb l'aprovació de la Public Utility Holding Company Act (EUA), les empreses d'electricitat van ser reconegudes com a béns públics d'importància i se'ls va establir les restriccions i la supervisió regulatòria de les seves operacions. La Llei de Política Energètica de 1992 exigia als propietaris de línies de transmissió que permetessin l'accés obert a les empreses de generació elèctrica a la seva xarxa i aquest fet va portar a una important reestructuració de la manera com funcionava la indústria elèctrica, en un esforç per crear competència amb la generació d'energia. Ja no es construïen els serveis elèctrics com a monopolis verticals, on la generació, transmissió i distribució eren gestionades per una sola empresa. Ara, les tres etapes es podrien dividir entre diverses empreses, en un esforç per proporcionar un accés just a la transmissió d'alta tensió.:21 La Llei de Política Energètica de 2005 va permetre incentius i garanties de préstecs per a la producció d'energia alternativa i avançar en tecnologies innovadores que evitaven les emissions d'efecte hivernacle .
A França, l'electrificació va començar a la dècada de 1900, amb 700 comunes el 1919 i 36.528 el 1938. Paral·lelament, aquestes xarxes properes van començar a interconnectar-se: París el 1907 a 12 kV, els Pirineus el 1923 a 150 kV, i finalment quasi tot el país interconnectat el 1938 a 220 kV. El 1946, la quadrícula era la més densa del món. Aquell any l'estat nacionalitza la indústria, unint les empreses privades com Électricité de France. La freqüència es va estandarditzar a 50 Hz, i la xarxa de 225 kV va substituir les xarxes tant de 110 kV com de 120 kV. Des de l'any 1956, la tensió de servei s'ha normalitzat a 220/380 V, substituint l'anterior 127/220 V. Durant la dècada de 1970 es va implantar la xarxa de 400 kV, la nova norma europea.
A la Xina, l'electrificació va començar a la dècada de 1950. L'agost de 1961, l'electrificació de la secció Baoji-Fengzhou del ferrocarril de Baocheng es va completar i es va posar en funcionament, convertint-se en el primer ferrocarril electrificat de la Xina. De 1958 a 1998, el ferrocarril electrificat de la Xina va arribar als 10.000 quilòmetres (6.200 milles). A finals del 2017, aquesta xifra ha arribat a les 54.000 milles (87.000 quilòmetres). En l'actual sistema d'electrificació ferroviària de la Xina, State Grid Corporation of China Arxivat 2021-12-21 a Wayback Machine. és un important proveïdor d'energia. El 2019, va completar el projecte de subministrament d'energia dels importants ferrocarrils electrificats de la Xina a les seves àrees d'operació, com ara Jingtong Railway, Haoji Railway, Zhengzhou-Wanzhou, etc., proporcionant una garantia de subministrament d'energia per a 110 estacions de tracció i el seu acumulat. La longitud de construcció de la línia elèctrica va arribar als 6.586 quilòmetres.

## Components del sistema

### Generació

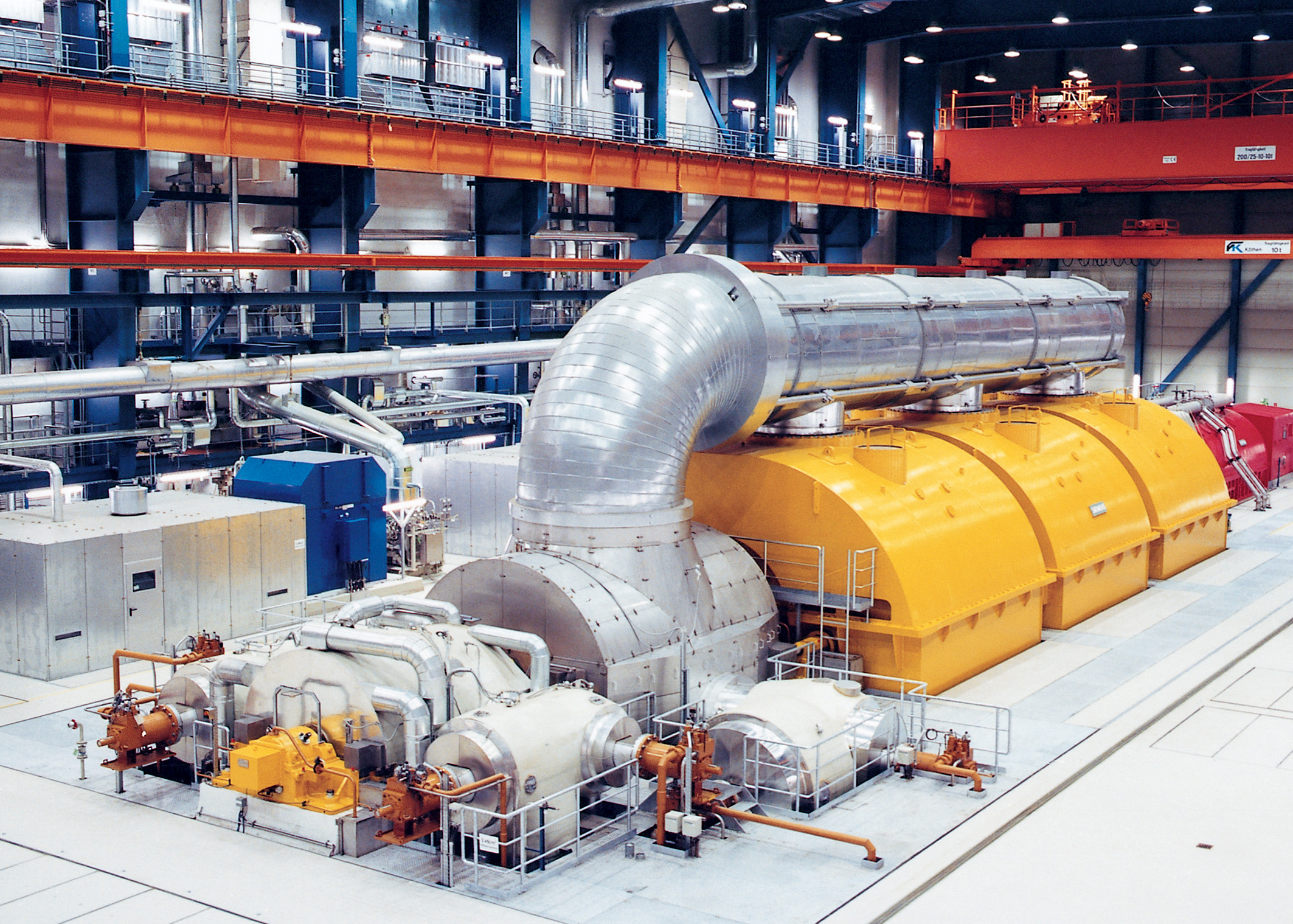
Turbogenerador

Diagrama d'un sistema d'energia elèctrica, sistema de generació en vermell

La generació o producció d'energia elèctrica es realitza a partir de fonts d'energia primària, típicament a les centrals elèctriques. Normalment es fan servir generadors electromecànics impulsats per motors tèrmics, en el cas de nuclears o tèrmiques; impulsats mitjançant l'energia cinètica de l'aigua o el vent. Altres fonts d'energia inclouen la fotovoltaica solar i l'energia geotèrmica.
La suma de les sortides de potència dels generadors a la xarxa és la producció de la xarxa, normalment mesurada en gigawatts (GW).

### Transmissió

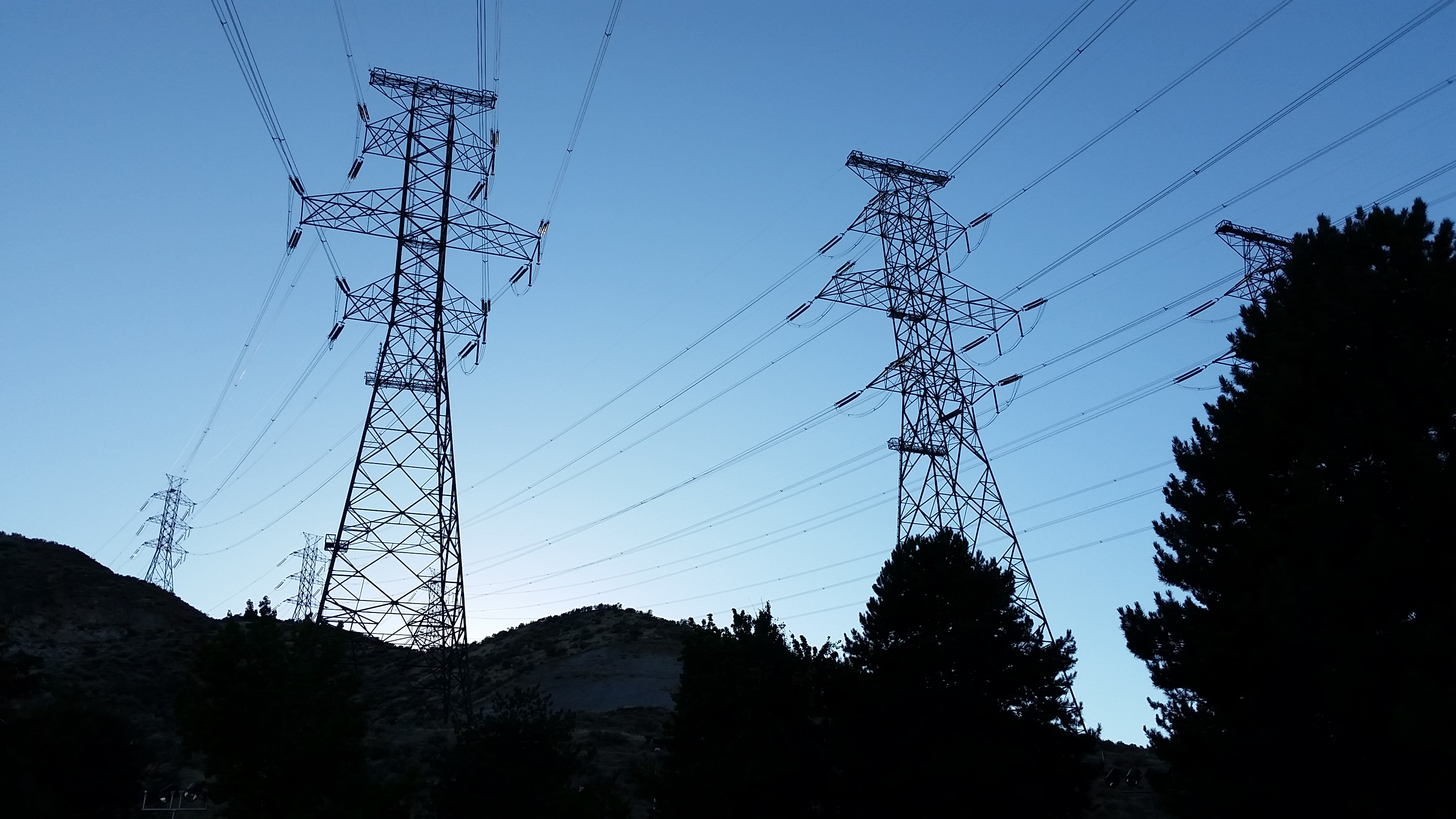
Línies de transmissió d'energia elèctrica trifàsica de 500 kV a la Presa de Grand Coulee; es veuen quatre circuits; dos circuits addicionals estan amagats pels arbres de la dreta; tota la capacitat de generació de 7.079 MW de la presa passa per aquests sis circuits.

La transmissió és el transport massiu de l'energia elèctrica des del punt de generació, a través d'una xarxa de línies interconnectades, fins a una subestació elèctrica, des de la qual es connecta al sistema de distribució. Aquest sistema de connexions en xarxa és diferent del cablejat de distribució local entre les subestacions d'alta tensió i els clients.
Com que l'energia sovint es genera lluny d'on es consumeix, el sistema de transmissió ha de permetre cobrir grans distàncies. Per a una quantitat determinada de potència, l'eficiència de transmissió és més gran a voltatges més alts i amperatges més baixos. Per tant, les tensions s'incrementen a la central generadora i es redueixen a les subestacions locals per a la seva distribució als clients.
La majoria de la transmissió és trifàsica. La corrent trifàsica, en comparació amb la monofàsica, pot oferir molta més potència per a una quantitat determinada de cable, ja que els cables neutre i de terra es comparteixen. A més, els generadors i motors trifàsics són més eficients que els seus homòlegs monofàsics.
Tanmateix, per als conductors convencionals, una de les pèrdues principals són les pèrdues resistives que son directament proporcionals al quadrat del corrent. Les línies de transmissió de corrent alterna d'alta tensió poden perdre un 1-4% per cada 100 km. Tanmateix, el corrent continu d'alta tensió pot tenir la meitat de les pèrdues de corrent alterna. A distàncies molt llargues, aquestes eficiències poden compensar el cost addicional de les estacions convertidores alterna/continua necessàries a cada extrem.

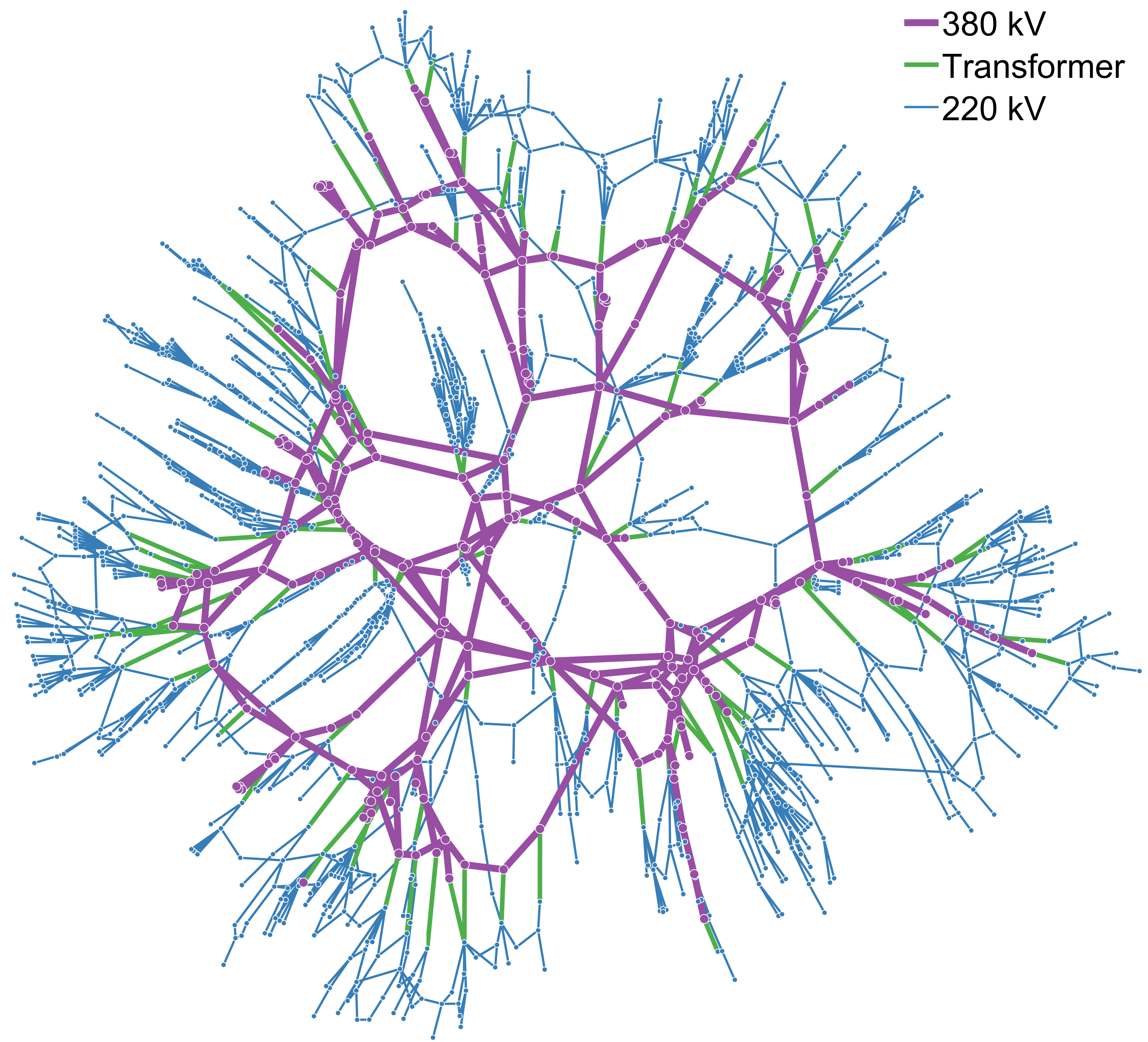
Diagrama de xarxa d'un sistema de transmissió d'alta tensió, que mostra la interconnexió entre els diferents nivells de tensió. Aquest diagrama representa l'estructura elèctrica de la xarxa, en lloc de la seva geografia física.

Les xarxes de transmissió són complexes amb vies redundants. La disposició física sovint està condicionada per l'orografia i la disponibilitat del territori. La majoria de xarxes de transmissió ofereixen la fiabilitat que proporcionen les xarxes en malla més complexes. La redundància permet que les fallades de línia que es produeixin simplement es redirigeixi el flux mentre es fan les reparacions.

### Subestacions
Les subestacions poden realitzar moltes funcions diferents, però normalment transformen la tensió de baixa a alta i viceversa. Entre la generació i el consumidor final, la tensió es pot transformar diverses vegades.
Els tres tipus principals de subestacions, per funció, són:
- Subestació elevadora: utilitzen transformadors per augmentar la tensió procedent dels generadors i centrals elèctriques de manera que la potència es pugui transmetre a llargues distàncies de forma més eficient, amb corrents menors.
- Subestació reductora: aquests transformadors redueixen la tensió procedent de les línies de transport que es poden utilitzar a la indústria o enviar a una subestació de distribució.
- Subestació de transformació: aquestes transformen de nou la tensió més baixa per a la distribució als usuaris finals.

A part dels transformadors, altres components o funcions principals de les subestacions inclouen:
- Tallacircuits: s'utilitzen per tallar automàticament un circuit i aïllar una fallada en el sistema.[25]
- Commutadors_elèctrics: per controlar el flux d'electricitat i aïllar els equips.[26]
- Barra col·lectora: normalment un conjunt de tres conductors, un per a cada fase de corrent. La subestació està organitzada al voltant dels busos, i es connecten a les línies d'entrada, transformadors, equips de protecció, interruptors i línies de sortida.[25]
- Parallamps
- Condensadors per a la correcció del factor de potència.

### Distribució d'energia elèctrica
La distribució és l'etapa final del lliurament d'energia; transporta l'electricitat des del sistema de transport fins als consumidors individuals. Les subestacions es connecten al sistema de transport i baixen la tensió de transmissió a mitja tensió que oscil·la entre 25 kV i 132 kV. Les línies de distribució primàries porten aquesta potència de mitjana tensió als transformadors de distribució situats prop de les instal·lacions del client. Els transformadors de distribució tornen a baixar la tensió a la tensió d'utilització, entre 220 V i 380 V. Els clients que demanen una quantitat d'energia molt més gran es poden connectar directament al nivell de distribució principal o al nivell de subtransmissió.
La topologia d'una xarxa de distribució fa referència a l'esquema o arranjament de la distribució, és a dir, la forma com es distribueix l'energia per mitjà de la disposició dels segments dels circuits de distribució. Aquesta topologia pot tenir les següents configuracions:
Xarxa radial o xarxa en antena: en ressalten la simplicitat i la facilitat que presenta per ser equipada de proteccions selectives. Com a desavantatge té la falta de garantia de servei.
Xarxa en bucle obert: té tots els avantatges de la distribució a xarxes radials i, a més, la possibilitat d'alimentar alternativament d'una font o una altra.
Xarxa en anell o en bucle tancat: es caracteritza per tenir dos dels seus extrems alimentats, quedant aquests punts intercalats a l'anell o bucle. Com a avantatge fonamental es pot citar la seva seguretat de servei i facilitat de manteniment, si bé presenta l'inconvenient d'una complexitat més gran i sistemes de protecció més complicats.
Com a sistemes de protecció s'utilitzen conductors aïllats, fusibles, seccionadors en càrrega, seccionalitzadors, òrgans de tall de xarxa, reconectadors, interruptors, parallamps antena, parallamps autovàlvules i proteccions secundàries associades a transformadors de mesura, com són relés de protecció.

### Estructura de les xarxes de distribució
L'estructura o topologia d'una xarxa pot variar considerablement. El disseny físic és determinat pel terreny disponible i la seva geologia. La topologia lògica pot variar depenent de les restriccions de pressupost, els requisits de fiabilitat del sistema, i les característiques de la generació i la càrrega.